# Вескіська сільська рада
Ве́скіська сільська рада (ест. Veski külanõukogu, рос. Вескиский сельский совет) — сільська рада в Естонській РСР, адміністративно-територіальна одиниця в складі Отепяського району (1954—1959) та Пилваського району (1959—1963).

## Населені пункти
Адміністративний центр — село Маарітса, що розташовувалося на відстані 22 км на північний схід від міста Отепяе.
Сільській раді 1954 року, після об'єднання територій ліквідованих Крюйднеріської та Вана-Пранґліської сільрад, підпорядковувалися села:
Тараскі (Taraski), Аксі (Aksi), Вана-Пранґлі (Vana-Prangli), Нууза (Nuusa), Вяльямяе (Väljamäe), Гяеру (Hääru), Руссаку (Russaku), Нууспалу (Nuuspalu), Торнімяе (Tornimäe), Гяда(кюла) (Häda(küla), Арніко (Ерміку) (Arniko (Ärmiku), Яама (Jaama), Вагтра (Vahtra), Педастіку (Pedastiku), Віссі (Vissi), Вірблазе (Virblase), Якобі (Jakobi), Матіко (Мутіку) (Matiko (Mutiku), Саві (Savi), Айа (Aia), Пяева (Päeva), Пока (Poka), Парму (Parmu), Вагі (Vahi), Абісааре (Abisaare), Кула (Kula), Сулаоя (Sulaoja), Вескі (Veski), Палу (Palu), Сагкрі (Sahkri), Маарісте (Маарітса) (Maariste (Maaritsa), Лутсу (Lutsu), Тарікатсі (Tarikatsi), Пеебу (Peebu), Ора (Ora), Пууґі (Puugi), Алліку (Alliku), Луйґасте (Luigaste), Ярве (Järve), Луллу (Lullu).
Землями, що належали сільраді, користувалися колгоспи «Перемога Жовтня» («Oktoobri Võit»), «Народна сила» («Rahvajõud»), «Сулаоя» (Sulaoja ).

## Історія
17 червня 1954 року в процесі укрупнення сільських рад Естонської РСР в Отепяському районі утворена Вескіська сільська рада шляхом об'єднання територій Крюйднеріської та Вана-Пранґліської сільрад, що ліквідовувалися.
24 січня 1959 року після скасування Отепяського району сільрада приєднана до Пилваського району. 3 вересня 1960 року територія колгоспу «Переможець» («Вийтья», «Võitja»), що належала сільраді, передана Валґ'ярвеській сільській раді.
18 січня 1963 року Вескіська сільська рада ліквідована. Її територія склала північну частину Ігамаруської сільської ради Пилваського району.